# Arco (Minnesota)
Arco è un comune degli Stati Uniti d'America, situato nello Stato del Minnesota, nella contea di Lincoln. Nel 2010 contava 75 abitanti.